# Улица Победы (Балашиха)
Улица Победы — улица в микрорайоне Балашиха-1 города Балашиха Московской области.

## Описание
Улица расположена в микрорайоне Балашиха-1, является его западной границей с буферной полосой, отделяющей жилые кварталы от крупных предприятий Западной промышленной зоны.
Начинается от шоссе Энтузиастов, отделённая от него торговым комплексом «Светофор». Идёт в северном направлении параллельно следующим улицам: на стороне промзоны проходит Западная улица, а восточнее — улица Флёрова и затем улица Карла Маркса.
На первой трети минует площадь Александра Невского и начало проспекта Ленина.
Примерно на второй трети от неё на восток отходит улица Крупской.
Заканчивается пересечением с Молодёжной улицей, по которой соединяется с Объездным шоссе.
Нумерация домов — от шоссе Энтузиастов.

## Здания и сооружения
Нечётная сторона
- № 1 — стадион (спорткомплекс) «Метеор»

Чётная сторона
- № 2 — жилой дом

## Интересные факты
4 сентября 2000 года, около 19:00 по жилым кварталам между улицами Победы и Карла Маркса прошёл основной штормовой удар со шквальным ветром силой более 9-ти баллов по шкале Бофорта так называемого Балашихинского урагана, причинивший серьёзные повреждения зданиям и деревьям во дворах.